# Остроленский уезд
Остроленский уезд — административная единица в составе Ломжинской губернии Российской империи, существовавшая c 1837 года по 1919 год. Административный центр — город Остроленка.

## История
Уезд образован в 1837 году в составе Плоцкой губернии. С 1867 года — в  Ломжинской губернии Российской империи. В 1919 году преобразован в Остроленкский повят Белостокского воеводства Польши.

## Население
По переписи 1897 года население уезда составляло 88 486 человек, в том числе в городе Остроленка — 12 949 жит.

### Национальный состав
Национальный состав по переписи 1897 года:
- поляки — 69 544 чел. (78,6 %),
- евреи — 10 527 чел. (11,9 %),
- русские — 6421 чел. (7,3 %),
- украинцы (малороссы) — 977 чел. (1,1 %),

## Административное деление
В 1913 году в состав уезда входило 12 гмин: 
| - Вах — д. Вах, - Говорово — пос. Говорово, - Дылево — д. Дылево, - Мышинец — пос. Мышинец, - Наклы — д. Наклы, - Насидки — д. Насидки, | - Остроленка — г. Остроленка, - Писки — д. Писки, - Ржекунь — д. Ржекунь, - Трошин — д. Трошин, - Червин — пос. Червин, - Щавин — д. Щавин, |